# Avenida de Blasco Ibáñez
La avenida de Blasco Ibáñez es una vía urbana de la ciudad española de Valencia.

## Historia y características
Conocido inicialmente como paseo de Valencia al Mar, ha habido  multitud de proyectos de prolongar la vía, con sus distintos nombres, hasta el mar mediterráneo, iniciados con el proyecto de 1888 de Casimiro Meseguer, que preveía un paseo de 100 metros de ancho. En 1931 hubo un proyecto de José Pedrós, con un trazado que esquivaba el barrio del Cabanyal.
Durante la guerra civil (1936-1939) llegó a conocerse como avenida de la Unión Soviética, denominación que fue revertida en la dictadura franquista.
En 1977 la comisión de gobierno aprobó unánimemente la denominación de avenida de Blasco Ibáñez para la vía. El Plan General de Ordenación Urbana de 1986 también preveía la prolongación de la avenida hasta el mar y la desaparición de parte del barrio del Cabanyal.

## Estación del Metro
Hay una estación, Facultats-Manuel Broseta, del Metro de Valencia.
Facultats-Manuel Broseta (se encuentra frente a las facultades de pscicología y de geografía e historia de la Universidad de Valencia y del Hospital Clínico de Valencia).
Líneas que operan en la estación:
- Línea 3 (Metrovalencia)

- Línea 9 (Metrovalencia)